# Línea 10 del Metro de París
La línea 10 del metro de París discurre entre las estaciones de Boulogne - Pont de Saint-Cloud y Gare d'Austerlitz atravesando París de este a oeste y cubriendo principalmente la mitad sur de la ciudad y el municipio vecino de Boulogne-Billancourt.

## Historia
- 30 de diciembre de 1923: apertura de la línea 10 Invalides - Croix Rouge (hoy día cerrada).
- 10 de marzo de 1925: ampliación Croix Rouge - Mabillon.
- 14 de febrero de 1926: ampliación Mabillon - Odéon.
- 15 de febrero de 1930: ampliación Odéon - Place d'Italie y apertura de la estación Duroc.
- 7 de marzo de 1930: ampliación Porte d'Italie - Porte de Choisy.
- 26 de abril de 1931: cierre entre Maubert Mutualité - Place Monge, cesión del tramo Place Monge - Porte de Choisy a la línea 7 y ampliación Maubert Mutualité - Jussieu.
- 29 de julio de 1937: cesión del tramo Duroc - Invalides a la línea 14 (hoy día 13), ampliación Duroc - La Motte Piquet - Grenelle y adquisición del tramo La Motte Piquet - Grenelle - Porte d'Auteuil.
- 2 de septiembre de 1939: cierre de dos estaciones: Croix Rouge y Cluny-La Sorbonne.
- 12 de julio de 1939: ampliación Jussieu - Gare d'Austerlitz.
- 3 de octubre de 1980: ampliación Porte de Auteuil - Boulogne-Jean Jaurès.
- 2 de octubre de 1981: ampliación Boulogne-Jean Jaurès - Boulogne-Pont de St-Cloud
- 17 de febrero de 1988: reapertura de la estación Cluny-La Sorbonne para enlazar con RER.

### Cambios de nombre
- Beaugrenelle > Charles Michels (1945)
- La Motte Piquet > La Motte Piquet - Grenelle
- Gare d'Orléans-Austerlitz > Gare d'Austerlitz (1979)

## Material móvil
La línea 10 ha tenido a menudo material móvil peculiar. Antes de la Segunda Guerra Mundial la recorrían unidades Sprague con dos coches, ya que la demanda era baja porque la línea no estaba aún rematada.
Hasta 1976 circularon unidades Sprague de 4 coches con 2 coches motores y a partir de 1974 empezaron a llegar unidades articuladas, 52 procedentes de la línea 13 muy modernizadas. En la línea 10 circulan estas unidades con 6 coches indeformables (imposible desacoplar coches). Para sustituir completamente a las antiguas Sprague, algunas MF 67 serie A/D se llevaron a esta línea. Las unidades MA 51 se reformó entre 1988 y 1994 y sustituyeron las unidades MF 67 serie E procedentes de la línea 7 bis con cinco coches.
Se está colocando poco a poco el sistema SIEL en la línea 10.

## Estaciones y trazado

### Lista de estaciones y correspondencias
|   |   |   |   |   | estaciones                     | municipio                              | correspondencia                                       |
| - | - | - | - | - | ------------------------------ | -------------------------------------- | ----------------------------------------------------- |
|   |   | o |   |   | Boulogne - Pont de Saint-Cloud | Boulogne-Billancourt                   | andando                                               |
|   |   | o |   |   | Boulogne - Jean Jaurès         | Boulogne-Billancourt                   | (→ Gare d'Austerlitz)                                 |
| ⇃ |   |   | o | ↾ | Porte d'Auteuil                | XVI Distrito                           |                                                       |
|   | o |   |   |   | Michel-Ange - Molitor          | XVI Distrito                           |                                                       |
|   |   |   | o |   | Michel-Ange - Auteuil          | XVI Distrito                           |                                                       |
|   | o |   |   |   | Chardon-Lagache                | XVI Distrito                           |                                                       |
|   |   |   | o |   | Église d'Auteuil               | XVI Distrito                           |                                                       |
| ⇃ | o |   |   | ↾ | Mirabeau                       | XVI Distrito                           |                                                       |
|   |   | o |   |   | Javel - André Citroën          | XV Distrito                            | (→ Boulogne)                                          |
|   |   | o |   |   | Charles Michels                | XV Distrito                            |                                                       |
|   |   | o |   |   | Avenue Émile Zola              | XV Distrito                            |                                                       |
|   |   | o |   |   | La Motte-Picquet - Grenelle    | XV Distrito                            |                                                       |
|   |   | o |   |   | Ségur                          | VII Distrito, XV Distrito              |                                                       |
|   |   | o |   |   | Duroc                          | VI Distrito, VII Distrito, XV Distrito |                                                       |
|   |   | o |   |   | Vaneau                         | VI Distrito, VII Distrito              |                                                       |
|   |   | o |   |   | Sèvres - Babylone              | VI Distrito, VII Distrito              |                                                       |
|   |   | o |   |   | Mabillon                       | VI Distrito                            |                                                       |
|   |   | o |   |   | Odéon                          | VI Distrito                            |                                                       |
|   |   | o |   |   | Cluny - La Sorbonne            | V Distrito                             |                                                       |
|   |   | o |   |   | Maubert - Mutualité            | V Distrito                             |                                                       |
|   |   | o |   |   | Cardinal Lemoine               | V Distrito                             |                                                       |
|   |   | o |   |   | Jussieu                        | V Distrito                             |                                                       |
|   |   | o |   |   | Gare d'Austerlitz              | V Distrito, XIII Distrito              | Centro-Valle de Loira París-Austerlitz grandes líneas |

### Particularidades

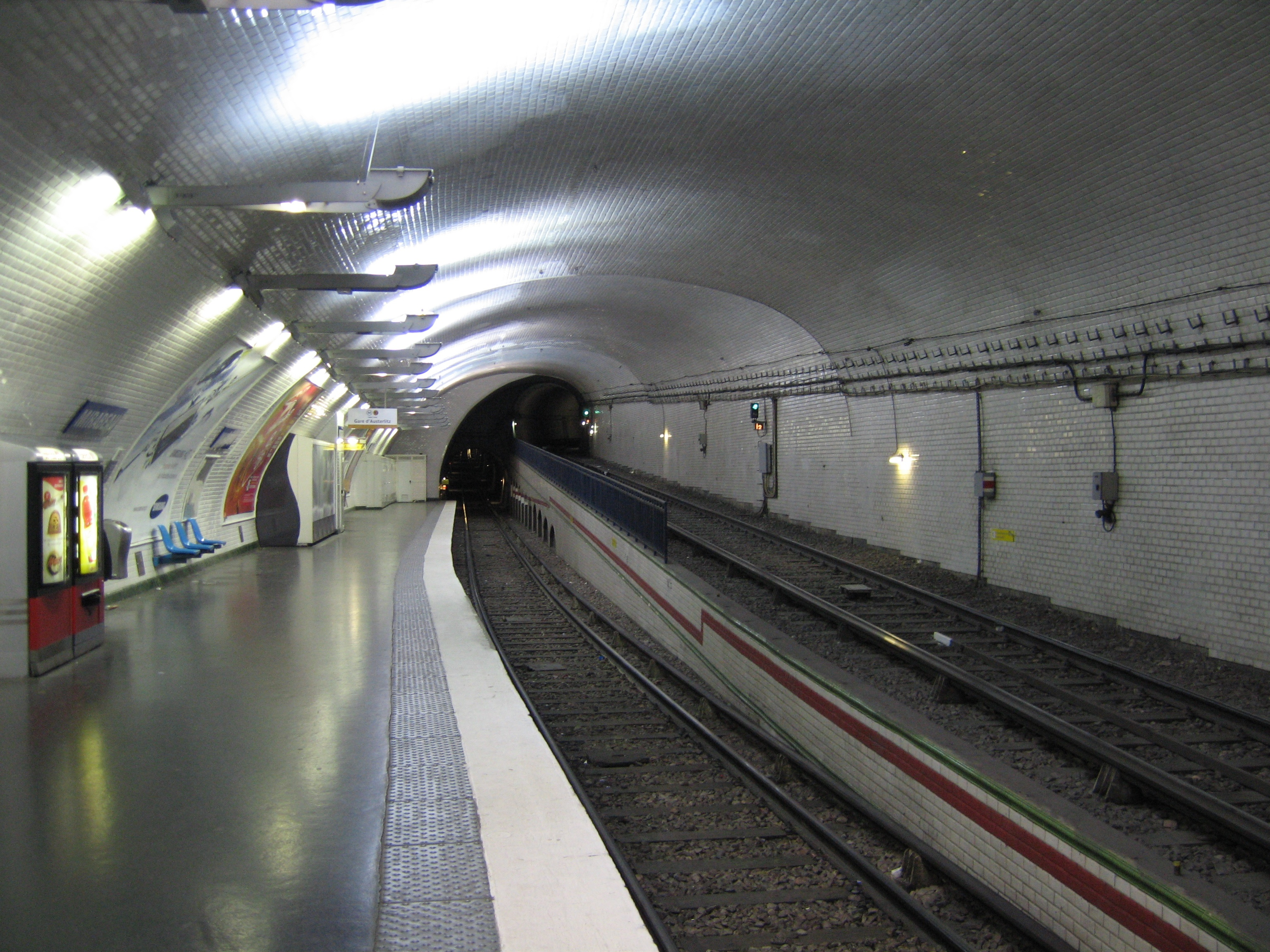
Estación de Mirabeau, con su peculiar perfil

- Es la única línea del metro parisino que no se prevé automatizar en el futuro junto con la 7bis, todas las demás serán automáticas de aquí a 2030.
- Al oeste, el tramo Javel-André Citroën - Boulogne-Jean Jaurès tiene dos recorridos diferentes en función del sentido de los trenes.
- La estación Cluny-La Sorbonne se cerró entre 1939 y 1988. Su reapertura obedecía al interés de crear una correspondencia con las líneas B y C de RER. Tiene 3 vías, de las cuales la del centro, sin andén, sirve de enlace con la línea 4.
- La estación de Mirabeau tiene un perfil peculiar (ver foto), ya que la vía tiene que superar una gran pendiente para poder cruzar en subterráneo el Sena y pasar después bastante cerca de los cimientos de la Iglesia de Auteuil.
- Dentro del municipio de Boulogne-Billancourt la línea sigue el trazado de la calle del Castillo, calle estrecha que ha obligado a construir las dos estaciones de metro de este municipio con un único andén central para ambos sentidos.
- En la estación terminal de Boulogne-Pont de Saint-Cloud no existe cola de maniobras por la proximidad del Sena. Los trenes entran alternativamente en cada vía e invierten la marcha en la misma.
- Las paredes de los túneles de esta línea están pintadas de blanco, lo que le da una luminosidad que no se encuentra en ningún otro túnel de la red.

### Talleres y cocheras
El material móvil de la línea 10 se guarda y mantiene en las cocheras de Auteuil, conectadas con la línea a la altura de la estación de Porte d'Auteuil. Son subterráneas, para acceder a ellas hay una escalera de acceso en la Avenida del General Sarrail. También enlazan con la línea 9 aunque ya no los usan los trenes de esta línea desde que se abrieron las cocheras de Boulogne en Pont de Sèvres.

### Enlaces
- Con la línea 4: vía pasante al este de la estación de Odéon unida al este de Cluny - La Sorbonne tras atravesar la estación en el centro sin andén. El paso de una línea a otra implica inversión de la marcha, la vía se sitúa entre las vías de línea 10 en la estación de Cluny - La Sorbonne que tiene 3 vías y se une en talón a las dos vías de línea 10 en el extremo este.
- Con la línea 7: a la salida de Maubert - Mutualité dirección Gare d'Austerlitz unida en punta. Este enlace de vía doble se explotó comercialmente entre 1930 y 1931 como parte de la línea 10 y se separa de la misma con una rampa pronunciada entre las vías de la línea 10.
- Con la línea 8: a la entrada de La Motte-Picquet - Grenelle en dirección Boulogne en talón.
- Con la línea 9: por la «vía Murat» y la vía de las cocheras que enlaza al suroeste de Porte d'Auteuil por las vías del antiguo bucle de retorno.

- Existe un túnel sin vías hacia la línea 13 entre Duroc y Vaneau del antiguo trazado de la línea 10 hacia Invalides.

## Proyectos de ampliación
Al este con Parc de Lesser-Legeay
se prevé una ampliación para la interconexión con la línea 26 del bus 
Al suroeste con Ecole Veterinaire de Maisons - Alfort 
se ampliaría con la línea D del RER
- Datos: Q50754
- Multimedia: Paris Métro Line 10 / Q50754